# Scarabaeus namibicus
Scarabaeus namibicus är en skalbaggsart som beskrevs av Krajcik 2006. Scarabaeus namibicus ingår i släktet Scarabaeus och familjen bladhorningar. Inga underarter finns listade i Catalogue of Life.